# Affaire de Léningrad
L'affaire de Léningrad (Ленинградское дело) est une série de procès intervenus de la fin des années 1940 au début des années 1950 sous le régime stalinien contre des membres du Parti communiste soviétique et hauts fonctionnaires de la République socialiste fédérative soviétique de Russie. Les victimes de cette répression furent tous les dirigeants du parti communiste des différents districts, villes et cantons de l'oblast de Léningrad et presque tous des hauts fonctionnaires soviétiques qui furent nommés de Léningrad à Moscou et dans d'autres organisations régionales après la Grande Guerre patriotique.
Les arrestations se produisirent non seulement à Léningrad, mais aussi à Moscou et dans des villes telles que Gorki, Mourmansk, Simferopol, Novgorod, Riazan, Pskov, Petrozavodsk ou Tallin.

## Contexte
Pour un article plus général, voir Histoire de l'URSS sous Staline.
Staline, devenu de plus en plus méfiant au fil des années, craint la rivalité de Léningrad auréolée de son prestige de « ville martyre » en raison du terrible siège et d'ancienne capitale ayant conservé une certaine influence intellectuelle. Il a donc l'intention de briser toute velléité de concurrence entre les deux « capitales », d'autant que les dirigeants et hauts fonctionnaires de Léningrad sont souvent plus jeunes et plus doués. L'influence de Sergueï Kirov et de Léon Trotski, pourtant assassinés, se fait, croit-il, encore sentir dans certains groupes. Les survivants du siège font figure de héros et les dirigeants locaux de l'époque, coupés du pouvoir central pendant trois ans, ont pris le goût d'une certaine autonomie.
En août 1948, la mort d'Andreï Jdanov, remplaçant de Kirov à Léningrad et détesté par Gueorgui Malenkov et Nikita Khrouchtchev, transforme l'atmosphère politique : « Malenkov et Beria rentrèrent en grâce à la mort de Jdanov. »

« Après le décès de Jdanov, Staline donna le pouvoir à Malenkov et à Beria pour constituer une commission d'enquête sur la situation politique du parti à Leningrad. [...] Malenkov se targua d'avoir trouvé la preuve d'une conspiration visant le chef suprême et le Kremlin. Déjà convaincu que l'appareil de Léningrad ne s'était pas conformé à sa politique, Staline approuva une purge massive au sein des apparatchiks de la métropole. Une série d'exécutions s'ensuivit en 1950. Malenkov revint au Kremlin en position de favori. Il le resterait jusqu'à la mort de Staline. »

— Robert Service, Staline.
Selon l'historien Robert Service : « L'affaire de Léningrad relança les purges politiques, abandonnées depuis 1938, au sein de l'élite communiste ».

## Déroulement
En janvier 1949, des proches de Jdanov, Piotr Popkov, Alexeï Kouznetsov et Nikolaï Voznessenski, président du Gosplan, organisent une foire commerciale à Léningrad sans demander d'autorisation préalable au Kremlin pour relancer l'économie de la région et subvenir aux besoins des habitants. Des biens et services d'autres régions d'URSS y affluent. Dès le début, la propagande du parti attaque la tenue de cette foire en la décrivant comme un moyen de détourner le budget fédéral de Moscou dans le but de développer l'affairisme local. Pourtant le budget alloué à cette foire a bien été voté et approuvé par la commission du Plan et le gouvernement soviétique.
Les accusations sont formulées en premier lieu par Malenkov, considéré à l'époque comme le collaborateur le plus proche de Staline, qui le dépêche à Léningrad en février 1949, puis sont relayées de façon virulente par Khrouchtchev et Lavrenti Beria. Les membres du parti communiste de la région de Léningrad sont accusés de vouloir fonder un nouveau parti communiste dans la République socialiste fédérative soviétique de Russie : Rodionov réclame l'ouverture un « bureau propre à la RSFSR ». Les dirigeants de Leningrad se voient aussi reprocher leur enthousiasme excessif pour Tito et l'expérience titiste en Yougoslavie, avant la rupture Tito-Staline.
Plus de deux mille personnes de la municipalité de Léningrad et des différentes instances régionales sont arrêtées. On compte parmi eux des directeurs d'usine, des scientifiques, Alexandre Voznessenski, recteur de l'université de Léningrad et son frère Nikolaï Voznessenski, président du Gosplan, des professeurs d'université, des intellectuels et des conservateurs de musées. Des hommes politiques sont arrêtés dans toute l'URSS. Ils sont tous remplacés par des communistes staliniens issus de l'appareil de Moscou. Des centaines de personnes sont chassées de leur emploi dans l'administration et les milieux intellectuels.
Le premier procès du 30 septembre 1950 condamne à mort Nikolaï Voznessenski ; Mikhaïl Rodionov, président du conseil des ministres de la RSFSR ; Alexeï Kouznetsov, premier secrétaire du comité central du Parti communiste soviétique ; Piotr Popkov, premier secrétaire du parti communiste de l'oblast et de la ville de Léningrad et son deuxième secrétaire Yakov Kapoustine ; Piotr Lazoutine, président du soviet municipal des députés du Peuple de Léningrad ; Alexeï Boubnov, secrétaire du comité du soviet des travailleurs, etc.
Une vingtaine de personnes sont fusillées à Moscou. L'affaire de Léningrad coûta la vie à plusieurs centaines de cadres du parti de la région.
Le dernier procès a lieu en août 1952 et concerne une cinquantaine d'accusés. Vingt-trois personnes sont fusillées, deux personnes mortes avant leur procès en prison, 69 personnes condamnées au Goulag, ainsi que 145 membres de leurs familles (en tant que proches des accusés).
Deux mille personnes sont chassées de leur poste et plus de deux cents envoyées au Goulag, dont l'historien d'art Nikolaï Pounine, qui y meurt en août 1953. La trahison envers la Patrie, la formation de groupes contre-révolutionnaires et la poursuite d'activités anti-soviétiques constituent les principales charges pour appuyer les condamnations.